# Nguyễn Hữu Thu
Nguyễn Hữu Thu sinh ra và lớn lên tại Hà Nội là nhà tư sản Việt Nam đầu thế kỷ XX, cũng như Bạch Thái Bưởi, ông chuyên kinh doanh trên các lĩnh vực hàng hải, khai thác mỏ.
Ông Nguyễn Hữu Thu, nguyên là chủ một hãng xe kéo ở Hải Phòng trước năm 1914. Do làm ăn phát đạt, ông đã quyết định chuyển sang lĩnh vực vận tải thủy. Chỉ vài năm, cơ nghiệp của ông đã có hàng chục chiếc tàu và sà lan, chiếm thị phần lớn các tuyến vận tải chạy từ Hải Phòng đi Nam Hải, Bắc Hải, Hồng Kông, Nam Định, Hải Dương, Hòn Gai, Bến Thủy, v.v... 
Trong đội tàu vận tải của công ty, có hai chiếc Bảo Thạch và Đồng Lợi, trọng tải 615 tấn; còn loại 250 tấn, 140 tấn thì có gần chục chiếc. Để khai thác các tuyến sông, công ty Nguyễn Hữu Thu dùng tàu kéo sà lan thay cho tàu tự hành. Đó là một tiến bộ về mặt khoa học đầu thế kỷ XX (cuối thế kỷ người ta dùng hình thức đẩy thay kéo).
Nguyễn Hữu Thu đã có khóa tham gia vào Hội đồng thành phố Hải Phòng. Ông vào làng Tây nên gọi là Paul Sen.
Tháng 6 năm 1920, Nguyễn Hữu Thu và Bùi Huy Tín xin giấy phép của Toàn quyền Đông Dương xuất bản tờ Thực nghiệp dân báo, số đầu tiên ra mắt vào ngày 12 tháng 7 năm 1920. Đây là tờ nhật báo thông tin kinh tế, thương mại, kỹ nghệ và nông nghiệp. Tờ báo do Mai Du Lâm làm Giám đốc chính trị và được coi là tiếng nói của giới tư sản, điền chủ ở Bắc Kỳ. Báo đã lên tiếng đòi quyền lợi cho tư sản Việt Nam, đình bản vào tháng 6 năm 1935. (Năm 1929, cùng với Bạch Thái Bưởi phản đối độc quyền rượu của hãng Fông-ten (Fontaine).